# Wildermyth
Wildermyth — тактическая ролевая игра, разработанная и выпущенная американской компанией Worldwalker Games для Microsoft Windows в 2021 году. Особенностью Wildermyth является процедурная генерация повествования — группа созданных игроком героев проходят через множество случайных событий, оставляющих на персонажах свой отпечаток. Игра получила высокие оценки критики.

## Игровой процесс
Wildermyth не имеет определённого сюжета, но предлагает игроку кампании, состоящие из нескольких глав — от трёх до пяти. Несколько авторских кампаний, включённых в игру, содержат большое количество процедурно генерируемого контента, так что каждое их прохождение будет разворачиваться иначе; игрок может создавать и свои собственные приключения. Завязка большинства кампаний банальна — мир подвергается атаке тех или иных чудовищ из забытых легенд, но трое юных храбрецов решают объединиться в группу и дать отпор наступающему врагу. В течение игры эта троица проходит путь от зелёных батраков со сковородками и вилами до прославленных героев с божественными артефактами и демоническими мутациями. Игровой процесс чередует пошаговые бои и действия на глобальной карте. Карта, схематически изображающая мир игры, разделена на связанные друг с другом зоны — в разных зонах есть города, источники ресурсов и подземелья с ценными предметами. Заняв очередную зону и очистив её от чудовищ, герои должны укрепить приобретённую территорию, построив оборонительные сооружения; время от времени начинается «вторжение» — особо сильные армии чудовищ двигаются по карте и атакуют города. Чем большую часть карты контролирует игрок, тем больше ресурсов он получает, но и защищать растущие территории становится всё сложнее. Каждое действие на глобальной карте тратит игровые дни — с течением времени всё ближе становится следующее вторжение.
Тактические сражения проходят по правилам, напоминающим XCOM. Герои и их противники поочерёдно перемещаются по прямоугольной сетке, и у каждого участника боя есть два действия на ход: он может один раз переместиться и атаковать врага, или потратить оба действия, чтобы преодолеть большее расстояние, но уже не сможет атаковать на этом ходу. В боях важно учитывать позиционирование персонажей, укрытия и препятствия, некоторые из которых можно разрушить; случайно генерируемые поля сражений предоставляют игроку возможность использовать окружение в свою пользу — например, разделить врагов контролируемым пожаром или запереть монстров в импровизированной газовой камере. Один из классов персонажей, «мистик», для применения магии должен использовать объекты окружения: сначала мистик должен связать свою душу с каким-нибудь объектом на карте, например, костром или кустом с ягодами, а потом активировать этот предмет. Каким именно образом — зависит от типа предмета и уровня прокачки мистика: так, деревянную мебель можно заставить разлететься острыми щепками, а валун — как влететь в толпу врагов, так и защитить союзника. Хотя мистики могут быть уязвимыми для врагов в чистом поле, благодаря взаимодействию с окружением такой персонаж может в одиночку переломить исход сражения.
Герои с самого начала обладают различными чертами характера в разных комбинациях — например, персонаж может быть сорвиголовой, романтиком или книжным червём — и различные диалоги и сценки с их участием разыгрываются по-разному. В течение кампании персонажи могут стать друзьями, возлюбленными или соперниками; они становятся всё старше, и им на смену приходят молодые герои следующих поколений. Игра может предлагать игроку разнообразные ситуации с выбором наподобие текстового квеста: например, персонаж сталкивается с собственным двойником и может атаковать противника, бежать или попытаться договориться. Некоторые такие выборы могут навсегда и неожиданно для игрока изменить персонажей, давая новые способности и ограничения — например, волшебный кристалл впивается герою в лицо, оставаясь с ним на всю жизнь; герой отвечает на зов бога волков и сам превращается в волка. Такие превращения могут как дополнить арсенал способностей героя, так и сломать его развитие: например, если лучник отрастит скорпионий хвост, он сможет эффективно обороняться в ближнем бою, но если вместо хвоста он отрастит клешни, то просто не сможет пользоваться луком и станет обузой для группы. Старые герои, отправленные в отставку, могут встретиться и в новых кампаниях.

## Разработка
Wildermyth была разработана техасской студией Worldwalker Games из шести человек, не считая привлечённых фрилансеров; ключевыми разработчиками были Нейт Остин, взявший на себя обязанности программиста и руководителя разработки, художница Анна Остин и сценарист Дуг Остин. Нейт Остин в прошлом работал в Riot Games над League of Legends, и его особенно привлекало характерное для этой игры множество персонажей с детально проработанными предысториями. Общим для разработчиков было увлечение настольными играми — источниками вдохновения для Wildermyth и особенно для сложной системы создания персонажей послужили такие игры, как Dungeons & Dragons, Spirit of the Century и Descent: Journeys in the Dark. Игра была выпущена в ранний доступ Steam 14 ноября 2019 года; полная версия игры вышла 15 июня 2021 года. В разработке находится версия для Nintendo Switch.

## Отзывы и награды
| Сводный рейтинг       | Сводный рейтинг |
| Агрегатор             | Оценка          |
| --------------------- | --------------- |
| Metacritic            | 87/100          |
| OpenCritic            | 85/100          |
| «Критиканство»        | 85/100          |
| Иноязычные издания    |                 |
| Издание               | Оценка          |
| Eurogamer             | «Важно»         |
| Game Informer         | 8,8/10          |
| IGN                   | 9/10            |
| PC Gamer (UK)         | 90/100          |
| The Guardian          | [ 15 ]          |
| Gry-Online            | 8,5/10          |
| Русскоязычные издания |                 |
| Издание               | Оценка          |
| 3DNews                | 6,5/10          |
| StopGame.ru           | «Изумительно»   |
| «Игромания»           | [ 3 ]           |

Игра получила высокие оценки критики. Журнал PC Gamer назвал Wildermyth лучшей компьютерной ролевой игрой 2021 года.
Рецензент Eurogamer Кристиан Донлан посчитал игру сложной и насыщенной, ставящей во главу угла случайно генерируемое повествование и персонажей, их развитие и сближение друг с другом — но в то же время не требовательной: в Wildermyth «очень просто начать играть и разобраться, как тут всё устроено». По мнению Роуэна Кайзера, автора обзора для IGN, Wildermyth успешно удалось соединить образцовое повествование и процедурную генерацию — среди её сильных сторон отличная работа сценаристов, крепкая тактическая система и «очень умные дизайнерские решения».
Обозреватель «Игромании» Андрей Дуванов посчитал, что игра генерирует удивительных персонажей и увлекательные сценки с их участием, но произвольная последовательность случайных ситуаций никогда не заменит работу живого сценариста — игра не может предложить ни неожиданных поворотов сюжета, ни качественной драматургии, а сценки начинают повторяться между кампаниями. Иван Бышонков в рецензии для 3D News назвал игру забавным генератором случайных текстовых приключений, к которому приделали простенькую боевую систему и откровенно скучное взаимодействие с глобальной картой — «от однообразия с захватом земель хочется лезть на стену»; по его мнению, разные кампании отличаются друг от друга только «текстовой мишурой».
| Год  | Премия                 | Категория            | Результат | Источник |
| ---- | ---------------------- | -------------------- | --------- | -------- |
| 2021 | Golden Joystick Awards | Лучшее повествование | Номинация | [ 20 ]   |
| 2021 | Golden Joystick Awards | Лучшая инди-игра     | Номинация | [ 20 ]   |
| 2021 | Golden Joystick Awards | Игра года для ПК     | Номинация | [ 20 ]   |
| 2021 | Golden Joystick Awards | Лучшая игра года     | Номинация | [ 20 ]   |

## Внешние ссылки
- wildermyth.com — официальный сайт Wildermyth  (англ.)
- worldwalkergames.com — официальный сайт Wildermyth  (англ.)